# لوچانو فوندا
 لوسيانو فوندا (انگلیسی: Luciano Fonda; زاده ۱۲ دسامبر ۱۹۳۱ درگذشته ۲۱ ژوئیه ۱۹۹۸) یک فیزیک‌دان نظری اهل ایتالیا و نویسنده صد مقاله علمی بود. او همچنین کتابی در مورد تقارن های کوانتومی نوشت.  

## زندگینامه
در پولا (در آن زمان بخشی از ایتالیا، کرواسی کنونی) به دنیا آمد، وقایع جنگ خانواده او را در دسامبر ۱۹۴۳ به تریسته آورد. او تحصیلات دبیرستان خود را در مدرسه محلی دانته آلیگیری، قبل از فارغ التحصیلی در رشته فیزیک با بالاترین ستایش در دانشگاه تریسته در جولای ۱۹۵۵ به پایان رساند.
او پس از تبدیل شدن به دستیار فیزیک نظری در دانشگاه تریست، با بورس تحصیلی برنامه فولبرایت در سال ۱۹۵۸ به ایالات متحده آمریکا سفر کرد تا سمت معاونت پژوهشی دانشگاه بلومینگتون ایندیانا را بگیرد.
در سال ۱۹۵۹ رابرت اوپنهایمر از او دعوت کرد تا عضو موسسه مطالعات پیشرفته در پرینستون شود. در نوامبر ۱۹۶۰ او برنده مسابقه عمومی ایتالیا شد تا استاد فیزیک نظری شود و در سال ۱۹۶۱ به ایتالیا بازگشت و ابتدا در دانشگاه پالرمو و سپس در دانشگاه پارما مشغول به کار شد. در نوامبر ۱۹۶۳ بالاخره به دانشگاه تریسته نقل مکان کرد.
لوسیانو فوندا با تئا آرکانجلی ازدواج کرد و صاحب سه فرزند شد: الساندرو، پائولا و گابریلا.
او در ۲۱ ژوئیه ۱۹۹۸ دراسکرادین (کرواسی) در حین سفر دریایی با یک قایق بادبانی درگذشت.

## انتصابات دانشگاهی
او از سال ۱۹۶۶ تا ۱۹۶۹ مدیر مؤسسه فیزیک نظری دانشگاه تریسته و از سال ۱۹۹۱ تا ۱۹۹۷ رئیس دانشکده ریاضیات، فیزیک و علوم طبیعی بود. او از سال ۱۹۸۰ تا ۱۹۹۷ به عنوان مدیر کنسرسیوم فیزیک دانشگاه تریسته و از سال ۱۹۹۷ به عنوان رئیس کنسرسیوم انتخاب شد. او مشاور مرکز بین‌المللی فیزیک نظری عبدالسلام (ICTP) از زمان تأسیس آن در سال ۱۹۶۴ بود.
لوسیانو فوندا مدیر مدرسه پیشرفته فیزیک  بود که برای دارندگان بورسیه از آژانس بین المللی انرژی اتمی (IAEA) وین و یونسکو آزاد بود.
این مدرسه از سال ۱۹۶۴ تا ۱۹۸۰ تحت مدیریت او بود، زمانی که او بر ادغام محتویات و برنامه های آن در مدرسه بین المللی مطالعات پیشرفته (Scuola Internazionale Superiore di Studi Avanzati - SISSA) که اخیراً متولد شده بود، نظارت کرد. لوچیانو به عنوان معاون مدیر به مدت شش سال، در تأسیس و مدیریت SISSA مشارکت داشت.

## سنکروترونتریسته
لوسیانو فوندا اغلب به عنوان "پدر" دستگاه نور سنکروترون الترا (ELETTRA) تعریف شده است.
از سال ۱۹۸۰ تا ۱۹۸۵ او در کمیته بین دولتی بروکسل که مسئول انتخاب مکانی برای ساخت دستگاه نور سنکروترون اروپایی (با قدرت 5GeV) بود، شرکت کرد. هنگامی که تصمیم بر این شد که این دستگاه در سال ۱۹۸۵ در گرنوبل ساخته شود، او از تجربیات به دست آمده در آن سال ها استفاده کرد تا به همراه همکارش رنزو روزی (Renzo Rosei) ، ایده یک ماشین ایتالیایی را که مکمل ماشین اروپایی باشد، توسعه دهد. ساخت الترا (ELETTRA) در اکتبر ۱۹۹۳ به پایان رسید و اکنون در باسوویزا (Basovizza)، در کارست تریسته  فعال است.
لوسیانو فوندا از سال ۱۹۸۷ تا ۱۹۹۱ مدیر بخش علمی سینکروترون تریست و از سال ۱۹۹۳ معاون رئیس جمهور بود. 

## جوایز و تقدیرنامه ها
او برای فعالیت های تحقیقاتی خود, در سال ۱۹۶۰ برنده جایزه انجمن فیزیک ایتالیایی شد. علاوه بر این، به دلیل همکاری با گروه فیزیک نظری از دانشگاه لیوبلیانا، عنوان عضو وابسته مؤسسه جوزف استفان به او اعطا شد.
برای ابتکار او در پروژه الترا (Elettra) در دسامبر ۱۹۹۳ جایزه "سان جوستو دورو " (San Giusto d'Oro) را دریافت کرد. این جایزه هر ساله در شهر تریسته توسط خبرنگاران محلی به بومی که با آثار خود این شهر را در ایتالیا و جهان مشهور کرده است، اعطا می شود.
در آغاز سال ۱۹۹۹، ابتکاری به رهبری کنسرسیوم فیزیک به تأسیس "کالج دانشگاه لوسیانو فوندا" در تریست کمک کرد. فعالیت خود را در سال تحصیلی  ۲۰۰۰ - ۱۹۹۹ آغاز کرد.